# Grupo de Forças Soviéticas na Alemanha
O Grupo de Forças Ocidental (GFO) - (em russo:  Западная Группа Войск, ЗГВ, transl. Zapadnaya Gruppa Voysk, ZGV), anteriormente conhecido como Grupo de Forças de Ocupação Soviéticas na Alemanha (GFOSA) - (em russo:  Группа Советских Оккупационных Войск в Германии, ГСОВГ, transl. Gruppa Sovietskih Okkupatsionnyh Voysk v Germanii, GSOVG), e o Grupo de Forças Soviéticas na Alemanha (GFSA) - (em russo:  Группа Советских Войск в Германии, ГСВГ, transl. Gruppa Sovietskih Voysk v Germanii, GSVG), eram as tropas do Exército Soviético na Alemanha Oriental. O Grupo de Forças de Ocupação Soviética na Alemanha foi formado após o fim da Segunda Guerra Mundial na Europa a partir de unidades da 1ª e 2ª Frentes Bielorrussas. O grupo ajudou a reprimir a revolta da Alemanha Oriental de 1953.
Após o fim das funções de ocupação em 1954, o grupo foi renomeado como Grupo de Forças Soviéticas na Alemanha. O grupo representou os interesses soviéticos na Alemanha Oriental durante a Guerra Fria. Antes das mudanças na política externa soviética durante o início da década de 1990, o grupo mudou para um papel mais ofensivo e em 1989 tornou-se o Grupo de Forças Ocidental. As forças russas permaneceram na parte oriental da Alemanha após a dissolução da União Soviética e a reunificação alemã até 1994.

## História

### Designação
|           |       |                                                 |      |                                                          |       |                                                    |  |  |
| 1945–1954 | ГСОВГ | Группа советских оккупационных войск в Германии | GSBD | Gruppe der Sowjetischen Besatzungstruppen in Deutschland | GFOSA | Grupo de Forças de Ocupação Soviéticas na Alemanha |  |  |
| 1954–1989 | ГСВГ  | Группа советских войск в Германии               | GSSD | Gruppe der Sowjetischen Streitkräfte in Deutschland      | GFSA  | Grupo de Forças Soviéticas na Alemanha             |  |  |
| 1954–1989 | ГСВГ  | Группа советских войск в Германии               | GSTD | Gruppe der Sowjetischen Truppen in Deutschland           | GFSA  | Grupo de Forças Soviéticas na Alemanha             |  |  |
| 1989–1994 | ЗГВ   | Западная группа войск                           | WGT  | Westgruppe der Truppen                                   | GFO   | Grupo de Forças Ocidental                          |  |  |

### Organização inicial

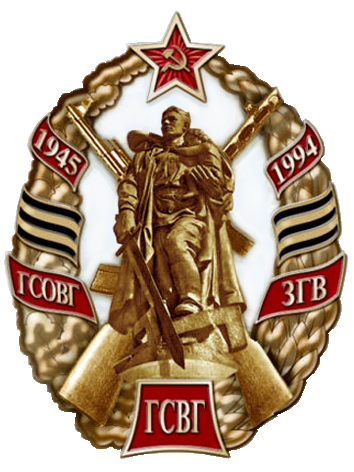
Medalha comemorativa do Grupo de Forças Soviéticas na Alemanha 1945–1994. Apresentando o Memorial da Guerra Soviética do Parque Treptower.

O Grupo de Forças de Ocupação Soviéticas na Alemanha foi formado após o fim da Segunda Guerra Mundial na Europa a partir de formações da 1ª e 2ª Frentes Bielorrussas, comandadas pelo Marechal Georgy Zhukov. Na sua criação em 9 de junho de 1945, o grupo incluía:
- 1º Exército de Tanques de Guardas (QG em Radebeul) 
  - 8º Corpo Mecanizado de Guardas
  - 11º Corpo de Tanques de Guardas
- 2º Exército de Tanques de Guardas (QG em Fürstenberg)
  - 1º Corpo Mecanizado de Guardas
  - 9º Corpo de Tanques
  - 12º Corpo de Tanques de Guardas
- 4º Exército de Tanques de Guardas (QG em Eberswalde)
  - 5º Corpo Mecanizado de Guardas
  - 6º Corpo Mecanizado de Guardas
  - 10º Corpo de Tanques de Guardas
- 2º Exército de Choque (QG em Goldberg, depois em Schwerin)
  - 109º Corpo de Fuzileiros (46ª, 90ª e 372ª Divisões de Fuzileiros)
  - 116º Corpo de Fuzileiros (86ª, 321ª e 326ª Divisões de Fuzileiros)
  - 40º Corpo de Fuzileiros de Guardas (101ª Guarda, 102ª Guarda e 272ª Divisões de Fuzileiros)
- 3º Exército de Choque (QG em Stendal)
  - 7º Corpo de Fuzileiros (146ª, 265ª e 364ª Divisões de Fuzileiros)
  - 12º Corpo de Fuzileiros de Guardas (23ª de Guardas, 52ª de Guardas e 33ª Divisão de Fuzileiros)
  - 79º Corpo de Fuzileiros (150ª, 171ª e 207ª Divisões de Fuzileiros)
  - 9º Corpo de Tanques
- 5º Exército de Choque (QG em Nauen, depois em Potsdam)
  - 9º Corpo de Fuzileiros (248ª e 301ª Divisões de Fuzileiros)
  - 26º Corpo de Fuzileiros de Guardas (89º Guardas, 94º Guardas e 266ª Divisões de Fuzileiros)
  - 32º Corpo de Fuzileiros (60º Guardas, 295º e 416ª Divisões de Fuzileiros)
  - 230ª Divisão de Fuzileiros
  - Três brigadas de tanques independentes
- 8º Exército de Guardas (QG em Jena, depois em Nohra)
  - 4º Corpo de Fuzileiros de Guardas (35ª, 47ª e 57ª Divisões de Fuzileiros de Guardas)
  - 28º Corpo de Fuzileiros de Guardas (39ª, 79ª e 88ª Divisões de Fuzileiros de Guardas)
  - 29º Corpo de Fuzileiros de Guardas (27ª, 74ª e 82ª Divisões de Fuzileiros de Guardas)
  - 11º Corpo de Tanques
- 47º Exército (QG em Eisleben, depois em Halle)
  - 77º Corpo de Fuzileiros (185ª, 260ª e 328ª Divisão de Fuzileiros)
  - 125º Corpo de Fuzileiros (60ª, 76ª e 175ª Divisões de Fuzileiros)
  - 129º Corpo de Fuzileiros (82ª, 132ª, 143ª Divisões de Fuzileiros)
  - 1º Corpo de Tanques de Guardas
  - 25º Corpo de Tanques
- 49º Exército (QG em Wittenberg)
- 70º Exército (QG em Rostock)
- Primeiro Exército Polonês (duas divisões)
- Flotilha do Dnieper
- 16º Exército Aéreo (QG em Woltersdorf)

O 4º Corpo de Artilharia também passou a fazer parte do GFSA em 1945.

### Reorganização

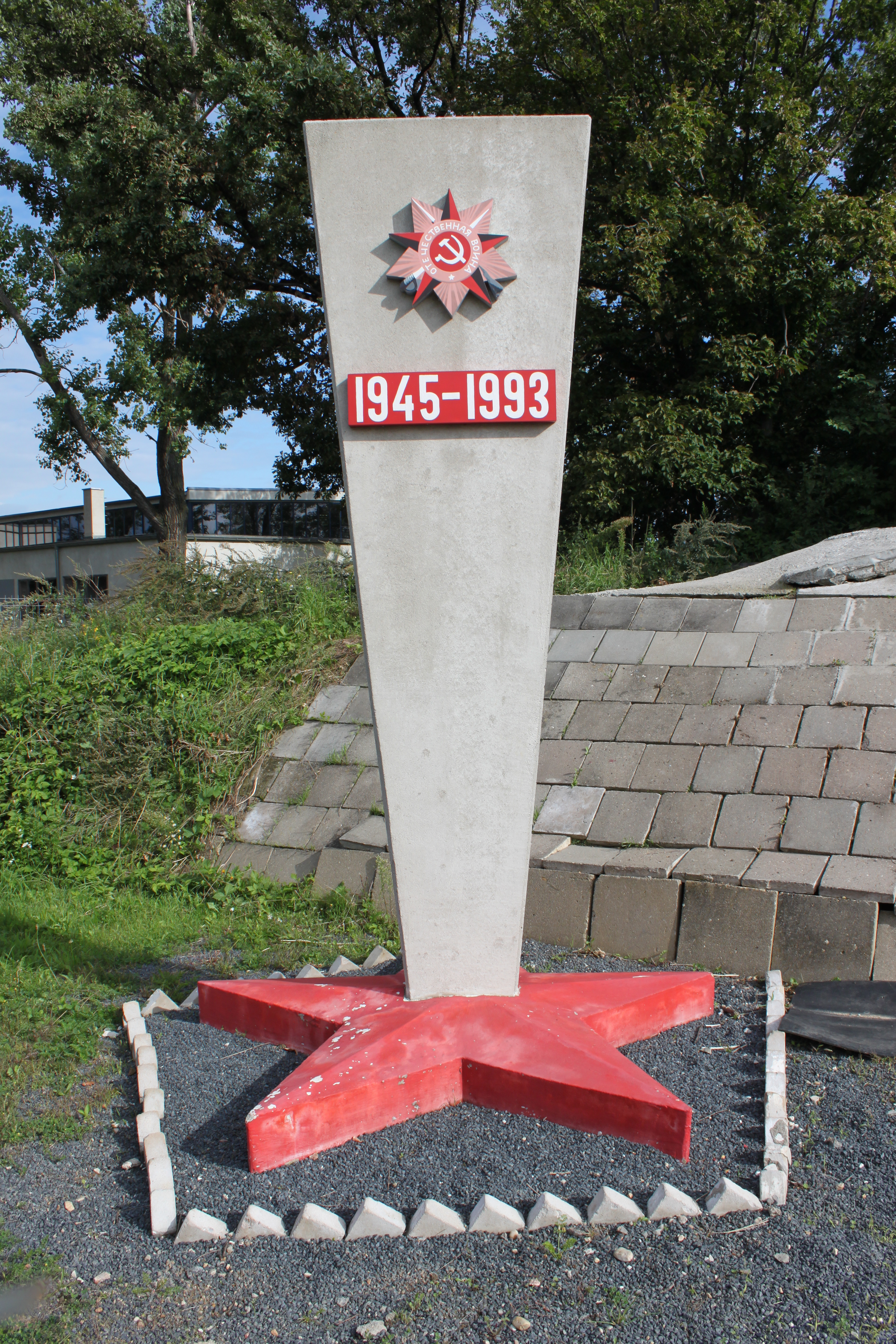
Memorial no Aeroporto de Großenhain.

Uma ordem de 29 de maio de 1945 ordenou a desativação dos 47º, 77º, 80º, 89º, 25º, 61º, 91º, 16º, 38º, 62º, 70º, 121º e 114º Corpo de Fuzileiros, e das 71ª, 136ª, 162ª, 76ª, 82ª, 212ª, 356ª, 234ª, 23ª, 397ª, 311ª, 415ª, 328ª, 274ª, 370ª, 41ª, 134ª , 312ª, 4ª, 117ª, 247ª, 89ª, 95ª, 95ª, 64ª, 323ª, 362ª, 222ª, 49ª, 339ª, 383ª, 191ª, 380ª, 42ª, 139ª, 238ª, 385ª, 200ª, 330ª, 199ª, 1ª, 369ª, 165ª, 169ª, 158ª e 346ª Divisões de Fuzileiros. A 89ª Divisão de Fuzileiros não foi dissolvida e, em vez disso, foi transferida para o Cáucaso.
Em janeiro de 1946, o 2º Exército de Choque deixou a Zona Soviética. Um mês depois, o 47º Exército foi dissolvido, com suas unidades retiradas para a União Soviética. Em outubro, o 5º Exército de Choque foi dissolvido. Em 1947 chegaram ao grupo as 3ª e 4ª Divisões Mecanizadas de Guardas (Mobilização), antigos exércitos mecanizados, provenientes do Grupo Central de Forças. Em 1954, o 3º Exército de Choque tornou-se o 3º Exército de Armas Combinadas da Bandeira Vermelha (em russo:  3-я краснознаменная общевойсковая армия, transl. 3-ya krasnoznamennaya obshchevoyskovaya armiya). O 3º Exército Mecanizado de Guardas tornou-se o 18º Exército de Guardas em 29 de abril de 1957. No mesmo dia, o 4º Exército Mecanizado de Guardas tornou-se o 20º Exército de Guardas.
Após a abolição das funções de ocupação em 1954, o Grupo de Forças de Ocupação Soviética na Alemanha tornou-se conhecido como Grupo de Forças Soviéticas na Alemanha (GFSA) em 24 de março. A base jurídica para a permanência da GFSA na Alemanha Oriental foi o Tratado sobre Relações entre a URSS e a RDA de 1955. As retiradas da Alemanha Oriental em 1956 e 1957/58 incluíram mais de 70.000 militares soviéticos, incluindo o Estado-Maior do 18º Exército de Guardas.

### Missão

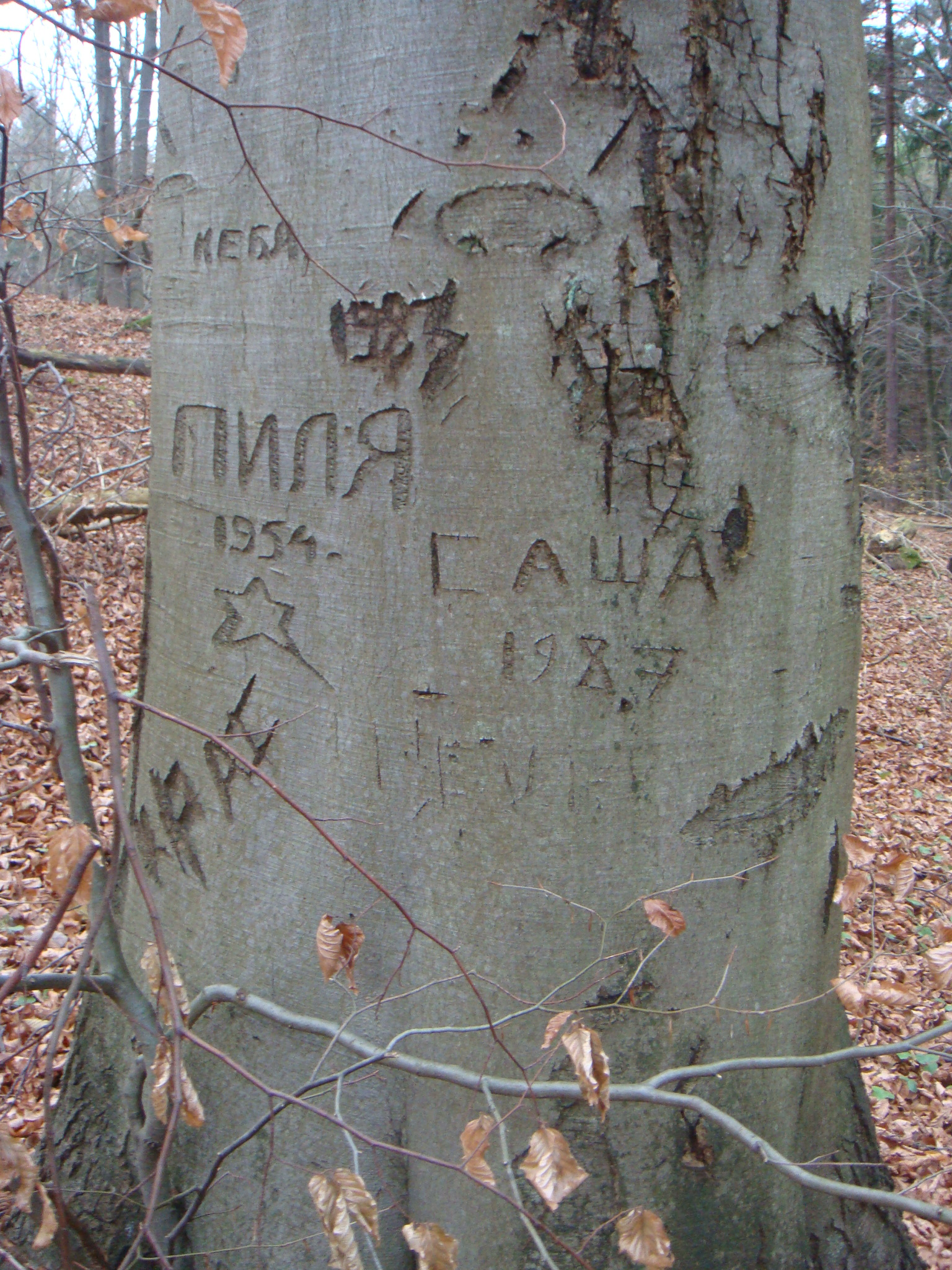
Nomes de soldados do Exército Vermelho esculpidos em uma árvore em uma floresta perto de Jena. Os nomes incluem Sasha, Pilya e Kebya e datam de 1954 a 1987.

O GFSA tinha a tarefa de garantir o cumprimento dos regulamentos do Acordo de Potsdam. Além disso, representavam os interesses políticos e militares da União Soviética. Em 1957, um acordo entre os governos da URSS e da RDA estabeleceu as disposições relativas à permanência temporária das forças armadas soviéticas no território da RDA, a força numérica das tropas soviéticas e os seus postos e áreas de exercício atribuídos. Foi especificado que as forças armadas soviéticas não deveriam interferir nos assuntos internos da RDA, como tinham feito durante a revolta da Alemanha Oriental de 1953.
Seguindo uma resolução do governo da União Soviética em 1979 e 1980, 20 mil militares, mil tanques e muito equipamento foram retirados do território da RDA, entre eles a 6ª Divisão Blindada de Guardas, com quartel-general em Wittenberg.

Organização a partir de 1988.

Até aos últimos anos da Perestroika, o GFSA estava em processo de realinhamento como uma força mais ofensiva em termos de força, estrutura e equipamento, antes de uma clara redução das forças blindadas em 1989. O GFSA foi renomeado como Grupo de Forças Ocidental em 1 de junho de 1989. A retirada do GFSA foi uma das maiores transferências de tropas em tempos de paz na história militar. Apesar das dificuldades, que resultaram da dissolução da União Soviética no mesmo período, a saída foi efectuada conforme planeado e pontualmente até agosto de 1994. Entre os anos de 1992 e 1993, o Grupo de Forças Ocidental na Alemanha (juntamente com o Grupo de Forças Norte) suspendeu os exercícios militares.
O regresso das tropas e do material ocorreu sobretudo por via marítima através dos portos de Rostock e da ilha de Rügen, bem como através da Polônia. As Forças Terrestres Russas deixaram a Alemanha em 25 de junho de 1994 com um desfile militar da 6ª Brigada de Fuzileiros Motorizados de Guardas em Berlim. A cerimónia de despedida em Wünsdorf, em 11 de junho de 1994, e no Parque Treptow, em Berlim, em 31 de agosto de 1994, marcou o fim da presença militar russa em solo alemão.
Além dos territórios alemães, o território operacional do Grupo de Forças Soviéticas na Alemanha também incluía a região da cidade de Estetino, parte dos territórios transferidos da Alemanha para a Polónia após o fim da Segunda Guerra Mundial. O resto da Polónia caiu sob o Grupo de Forças Norte, enquanto as regiões do sul (Áustria e Checoslováquia) ficaram sob o Grupo de Forças Central.
Os generais que dirigiram as retiradas da Alemanha desviaram armas, equipamento e dinheiro estrangeiro destinados à construção de habitações na Rússia para as tropas retiradas. Vários anos depois, o último comandante do GFSA, o General Matvey Burlakov, e o Ministro da Defesa, Pavel Grachev, tiveram o seu envolvimento exposto. Eles também foram acusados de ordenar o assassinato do repórter Dmitry Kholodov, que vinha investigando os escândalos.

## Estrutura e equipamentos em 1991

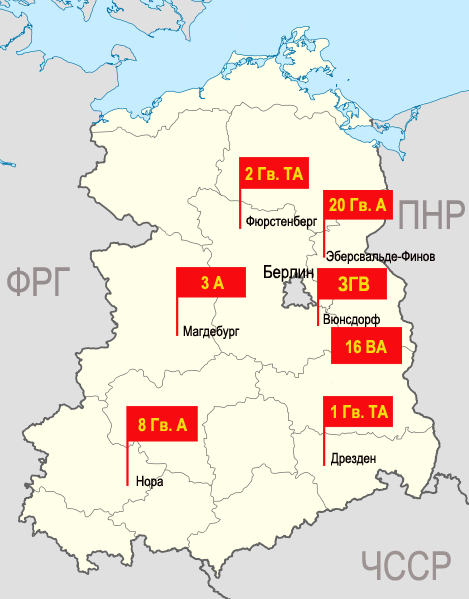
Disposição dos exércitos soviéticos na Alemanha Oriental, em 1991.

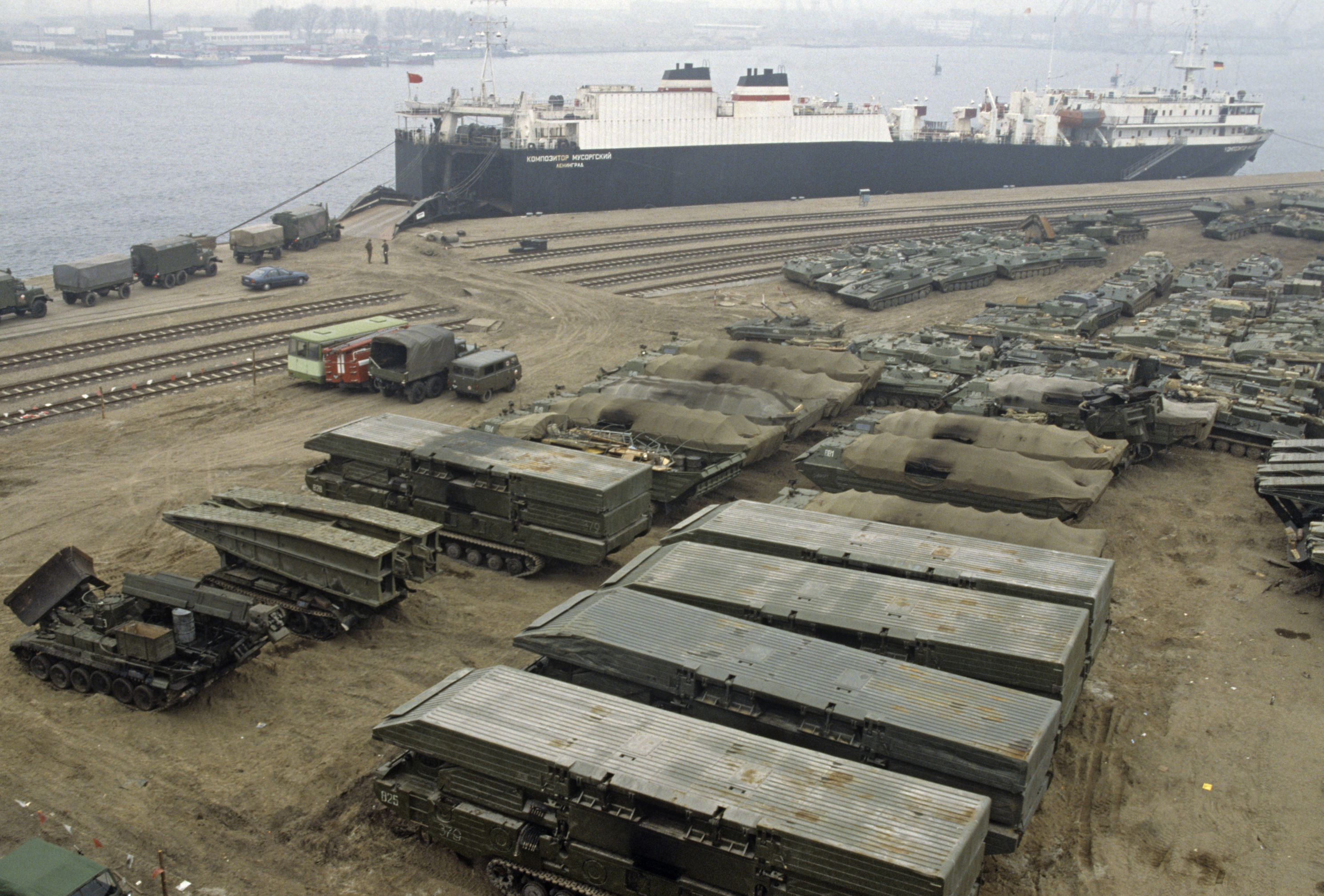
Equipamento militar soviético sendo carregado a bordo de uma balsa em Rostock, em março de 1991.

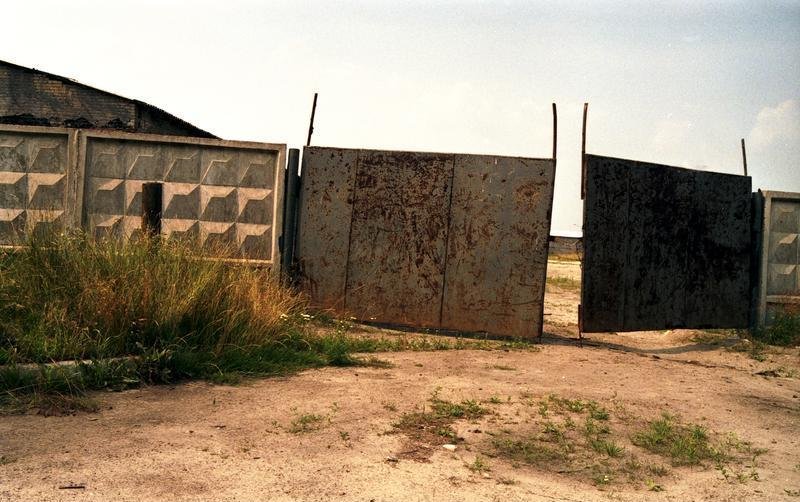
Quartel abandonado do Exército Soviético em Stendal, em 1991.

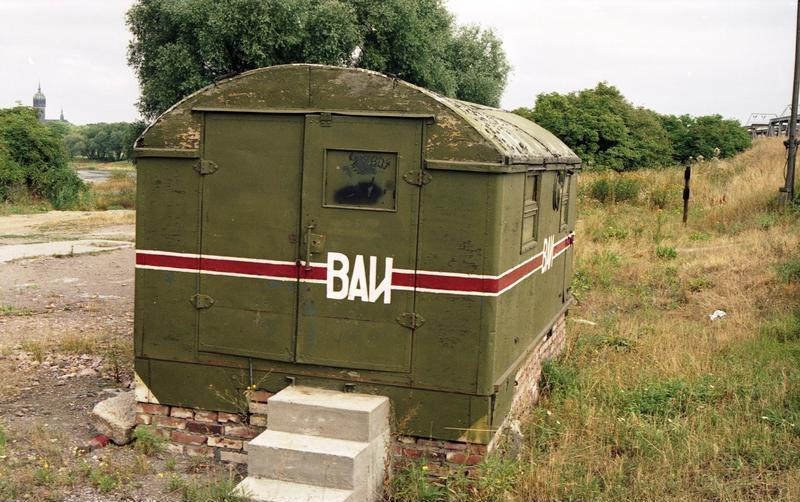
Posto de vigilância da Polícia Militar Rodoviária soviética em Wittenberg, em 1991.

As tropas soviéticas ocuparam 777 quartéis em 276 locais no território da República Democrática Alemã. Isto também incluiu 47 aeródromos e 116 áreas de exercício. No início de 1991 ainda havia cerca de 338 mil soldados em 24 divisões, distribuídos por cinco exércitos terrestres e um exército aéreo no que era então o Grupo de Forças Ocidental. Além disso, havia cerca de 208 mil familiares de oficiais e também de funcionários públicos, entre eles cerca de 90 mil crianças. A maioria dos locais ficava na área do atual Brandemburgo.
Em 1991 havia aproximadamente 4.200 tanques, 8.200 veículos blindados, 3.600 peças de artilharia, 106.000 outros veículos motorizados, 690 aeronaves, 680 helicópteros e 180 sistemas de foguetes.
No final da década de 1980, as principais formações soviéticas incluíam:
- 1º Exército da Bandeira Vermelha de Tanques de Guardas – Dresden
  - 9ª Divisão de Tanques – Riesa
  - 11ª Divisão de Tanques de Guardas – Dresden
  - 20ª Divisão de Fuzileiros Motorizados de Guardas - Grimma
- 2º Exército de Tanques de Guardas – Fürstenberg/Havel
  - 16ª Divisão de Tanques de Guardas – Neustrelitz
  - 21ª Divisão de Fuzileiros Motorizados - Perleberg [10]
  - 94ª Divisão de Fuzileiros Motorizados de Guardas - Schwerin
  - 207ª Divisão de Fuzileiros Motorizados – Stendal (relatórios ocidentais anteriores a listam como uma unidade de Guardas; isso é incorreto)
- 3º Exército da Bandeira Vermelha - Magdeburg (em 1988)[4]
  - 7ª Divisão de Tanques de Guardas – Dessau - Rosslau
  - 10ª Divisão de Tanques de Guardas Uralsko-Lvovskaya – Altengrabow
  - 12ª Divisão de Tanques de Guardas – Neuruppin
  - 47ª Divisão de Tanques de Guardas – Hillersleben
- 8ª Exército da Ordem de Lênin de Guardas – Weimar – Nohra
  - 27ª Divisão de Fuzileiros Motorizados de Guardas - Halle
  - 39ª Divisão de Fuzileiros Motorizados de Guardas - Ohrdruf
  - 57ª Divisão de Fuzileiros Motorizados de Guardas - Naumburg
  - 79ª Divisão de Tanques de Guardas – Jena
- 20º Exército da Bandeira Vermelha de Guardas – Eberswalde
  - 25ª Divisão de Tanques – Vogelsang
  - 32ª Divisão de Tanques de Guardas – Jüterbog
  - 35ª Divisão de Tanques Motorizados – Krampnitz
  - 90ª Divisão de Tanques de Guardas – Bernau bei Berlin
- 16º Exército Aéreo - Zossen [11]
  - 6ª Divisão de Aviação de Caça de Guardas - Merseburg
  - 16ª Divisão de Aviação de Caça de Guardas - Ribnitz-Damgarten . Retirou-se em 30 de outubro de 1993 para Millerovo, no Distrito Militar do Norte do Cáucaso, e ingressou no 4º Exército Aéreo.[12]
  - 105ª Divisão de Aviação de Caça-Bombardeiro – Großenhain
  - 125ª Divisão de Aviação de Caça-Bombardeiro – Rechlin [cidade, não no campo de aviação] – dissolvida em julho de 1993 ou outubro de 1993.[13]
  - 126ª Divisão de Aviação de Caça – Zerbst

Outras formações em nível de grupo incluíram:
- 6ª Brigada Separada de Fuzileiros Motorizados de Guardas (Karlshorst, Berlim) - retirada para Kursk em 1994
- 35ª Brigada de Assalto Aéreo de Guardas (efetivamente uma brigada aeromóvel; Cottbus, Alemanha, ativada em outubro de 1979, e transferida para Kapchagay, RSS do Cazaquistão, em abril de 1991. Eventualmente tornou-se parte das Forças Armadas do Cazaquistão).[14]
- 34ª Divisão de Artilharia de Guardas (Potsdam) (formada de 25 de junho de 1945 a 9 de julho de 1945 na Alemanha)

## Comandantes-em-Chefe do GFSA
Os três primeiros Comandantes-em-Chefe também foram Chefes da Administração Militar Soviética na Alemanha.

### GFOSA, 1945–54
| Nº | Retrato | Nome                                                      | Mandato                                   | Tempo no cargo   |
| -- | ------- | --------------------------------------------------------- | ----------------------------------------- | ---------------- |
| 1  |         | Marechal da União Soviética Georgy Zhukov (1896–1974)     | 9 de junho de 1945–21 de março de 1946    | 285 dias         |
| 2  |         | Marechal da União Soviética Vasily Sokolovsky (1897–1968) | 22 de março de 1946–31 de março de 1949   | 3 anos, 9 dias   |
| 3  |         | Marechal da União Soviética Vassili Chuikov (1900–1982)   | 1º de abril de 1949–26 de maio de 1953    | 4 anos, 55 dias  |
| 4  |         | Marechal da União Soviética Andrei Grechko (1903–1976)    | 27 de maio de 1953–16 de novembro de 1957 | 4 anos, 173 dias |

### Soviete militar do GFO
Membros (junho de 1993):
- Comandante-em-Chefe do GFO – Coronel-General М. P. Burlakov
- 1º Vice-Comandante-em-Chefe do GFO – Coronel-General AN Mityukhin
- Vice-Comandante-em-Chefe do GFO para a retirada de forças – Tenente-General С. V. Shernilevsky
- Chefe de Estado-Maior do GFO – Tenente-General A. V. Teretev
- Vice-Comandante-em-Chefe do GFO para logística – Tenente-General W. I. Isakow
- Vice-Comandante-em-Chefe do GFL para armamentos – Major-General W. N. Shulikov
- Comandante do 16º Exército Aéreo – Tenente-General A. F. Tarasenko